# Okręg wyborczy Inverness-shire
Okręg wyborczy Inverness-shire powstał w 1708 r. i wysyłał do brytyjskiej Izby Gmin jednego deputowanego. Okręg obejmował hrabstwo Inverness, z wyłączeniem samego miasta. Okręg został zniesiony w 1918 r.

## Deputowani do brytyjskiej Izby Gmin z okręgu Inverness-shire
- 1708–1710: Alexander Grant
- 1710–1715: Alexander McKenzie
- 1715–1722: John Forbes
- 1722–1741: James Grant
- 1741–1754: Norman Macleod
- 1754–1761: Pryse Campbell
- 1761–1782: Simon Fraser
- 1782–1784: Archibald Campbell Fraser
- 1784–1790: lord William Gordon
- 1790–1796: Norman Macleod
- 1796–1802: John Simon Frederick Fraser
- 1802–1818: Charles Grant
- 1818–1835: Charles Grant, torysi
- 1835–1838: Alexander Chisholm
- 1838–1840: Francis William Grant
- 1840–1868: Henry Baillie, Partia Konserwatywna
- 1868–1885: Donald Cameron of Lochiel, Partia Konserwatywna
- 1885–1892: Charles Fraser-Mackintosch
- 1892–1895: Donald MacGregor, Szkocka Partia Liberalna
- 1895–1906: James Baillie
- 1906–1917: John Dewar, Partia Liberalna
- 1917–1918: Thomas Brash Morison, Partia Liberalna